# David Teniers il Giovane
David Teniers, detto il Giovane (Anversa, 15 dicembre 1610 – Bruxelles, 25 aprile 1690), è stato un pittore fiammingo.

## Biografia
Figlio del pittore David il Vecchio, e fratello più noto di altri tre pittori, iniziò la sua attività ad Anversa, dove nel 1637 sposò la figlia di Jan Brueghel dei Velluti.
Fu allievo del padre, tramite il quale apprese lo stile di Adam Elsheimer e le novità apportate da Peter Paul Rubens.
Si interessò alle opere del gruppo di Frans Francken II, che trattavano argomenti storici o sacri.
Fu soprattutto pittore di dipinti di genere (scene rustiche, di taverna, di stregoneria, feste paesane, laboratori di alchimisti e interni di galleria), inizialmente vicine allo stile di Frans Francken II, poi a quello di Adriaen Brouwer.
Il suo periodo più fertile fu quello che va dal 1633 al 1640, nel quale dipinse alcune delle sue opere più riuscite, quali Il figliol prodigo, I cinque sensi, in cui la caratterizzazione dei tipi umani raggiunge una elevata acutezza, così come la vena umoristica e grottesca, espressa anche attraverso singerie.
Trasferitosi a Bruxelles nel 1651, venne nominato pittore di corte e direttore delle collezioni dall'arciduca Leopoldo Guglielmo d'Austria, governatore dei Paesi Bassi spagnoli. La raccolta da lui curata divenne il nucleo principale del Kunsthistorisches Museum.
In questa seconda parte della carriera, la sua produzione perse un po' di genialità, assumendo caratteri di maniera, ancora brillanti nell'esecuzione, ma parzialmente ripetitivi per tema e programma, la pennellata era tecnicamente ineccepibile ma spersonalizzata.
Da ricordare ancora i quadri satirici con la presenza di animali antropomorfizzati e le gallerie, ossia raffigurazioni di raccolte di quadri.
Sue opere arrivarono anche in Italia. Due in particolare custodite al tempo a Roma  presso la collezione della famiglia Borghese. Si tratta di due tavole 24x30, olio su tela, raffiguranti Scene di Taverna. Una di esse, si distingue dalle altre di medesimo soggetto. In essa Teniers ritrae sotto le mentite spoglie di un occasionale avventore, in forma caricaturata, un potente dell'epoca. Quando venne restaurata e ripristinata la Galleria Borghese, vi fecero per breve tempo ritorno, gentilmente concesse in prestito dal curatore della pinacoteca di proprietà di un'importante famiglia piemontese. Tale famiglia, legata in via di parentela con i Borghese, li ebbe in eredità per via diretta.
Grande conoscitore dell'oprea di David Teniers il Giovane,  fine restauratore, fu il prof. Tullius Kuiper, direttore dell'"Academie de la peinture flamande d'Anverse".
Tra i suoi allievi, Gillis van Tilborgh (1625-1678).

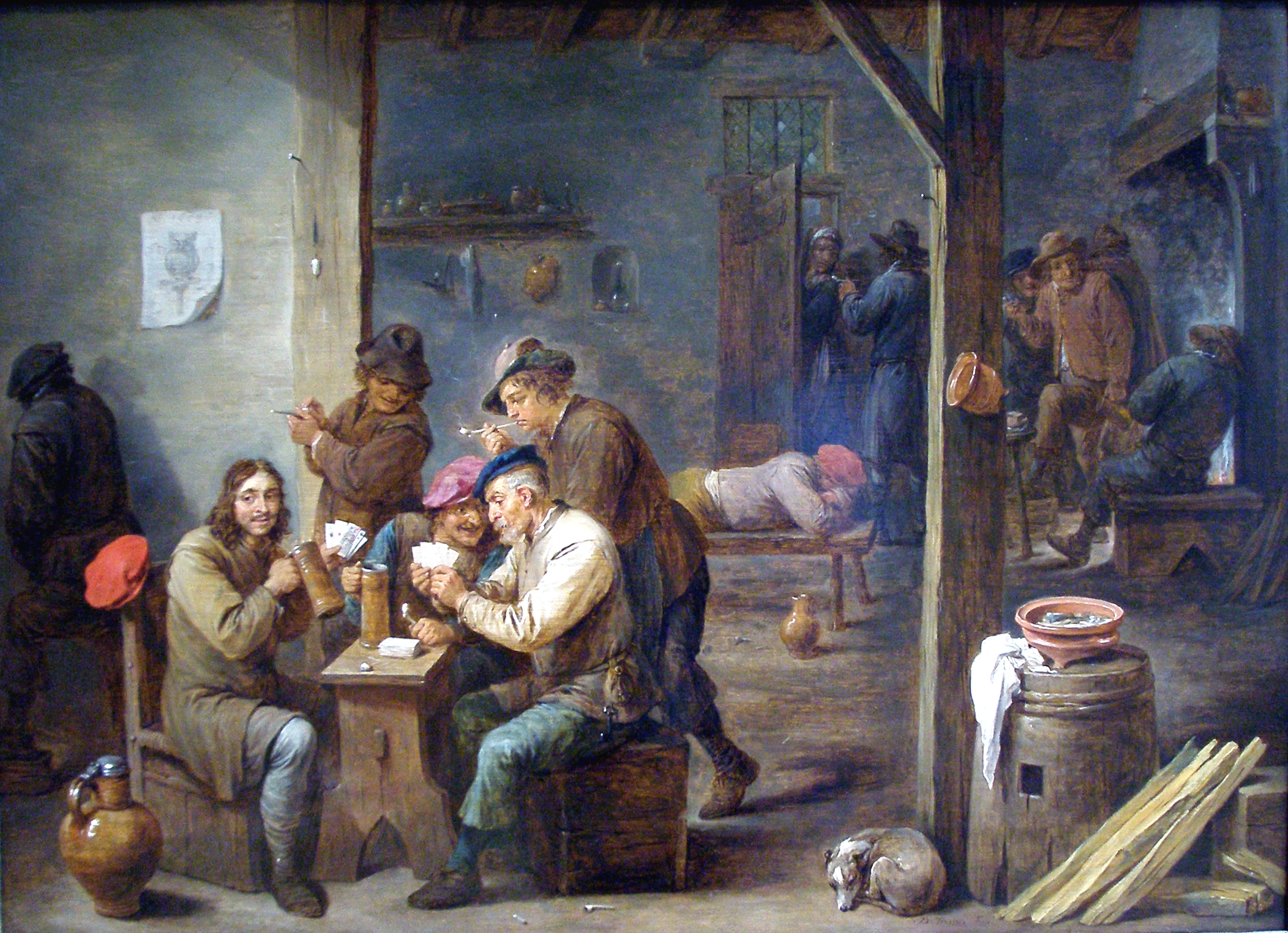
Scena di taverna, 1658 ca., National Gallery of Art di Washington
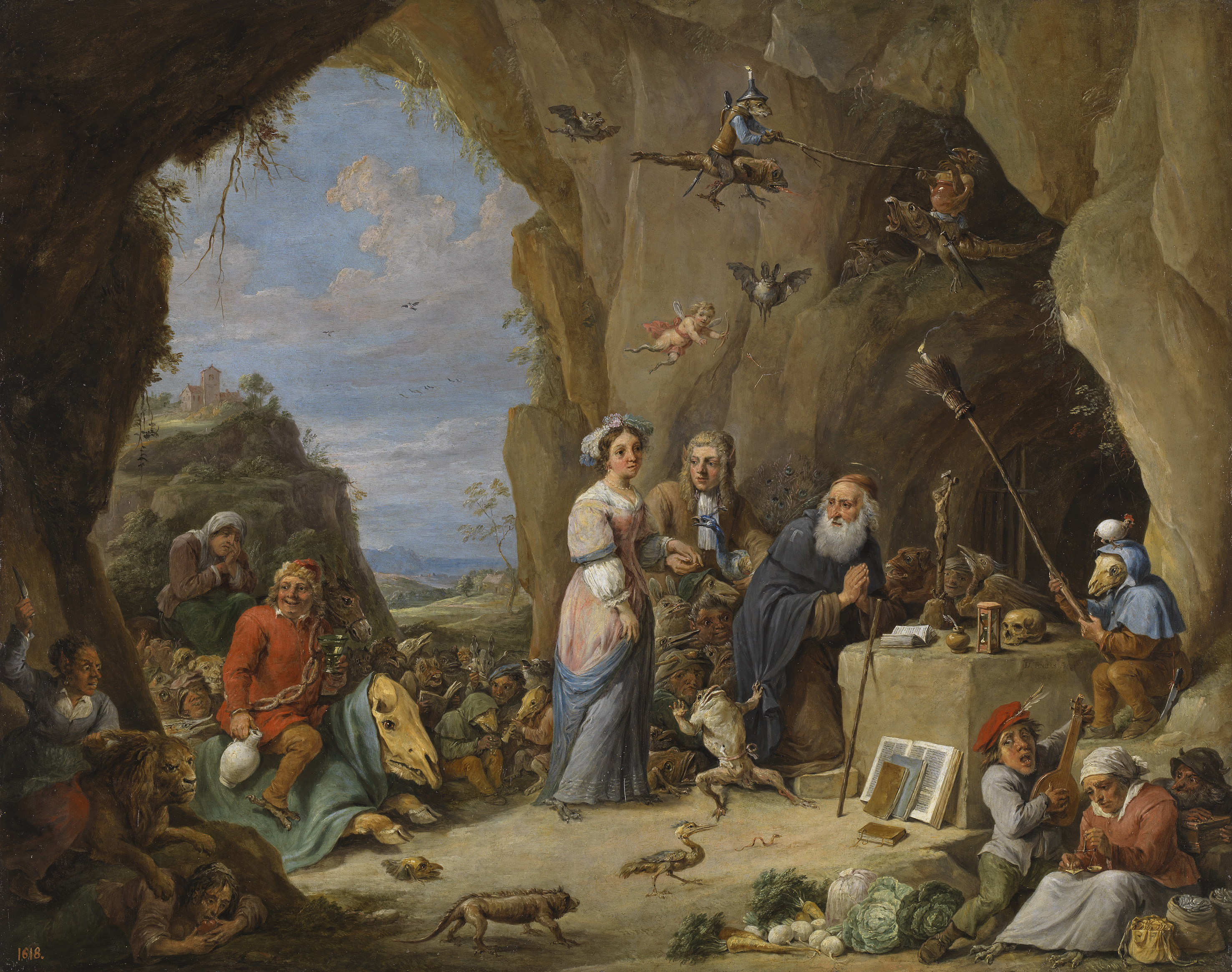
Le tentazioni di Sant'Antonio, Museo del Prado
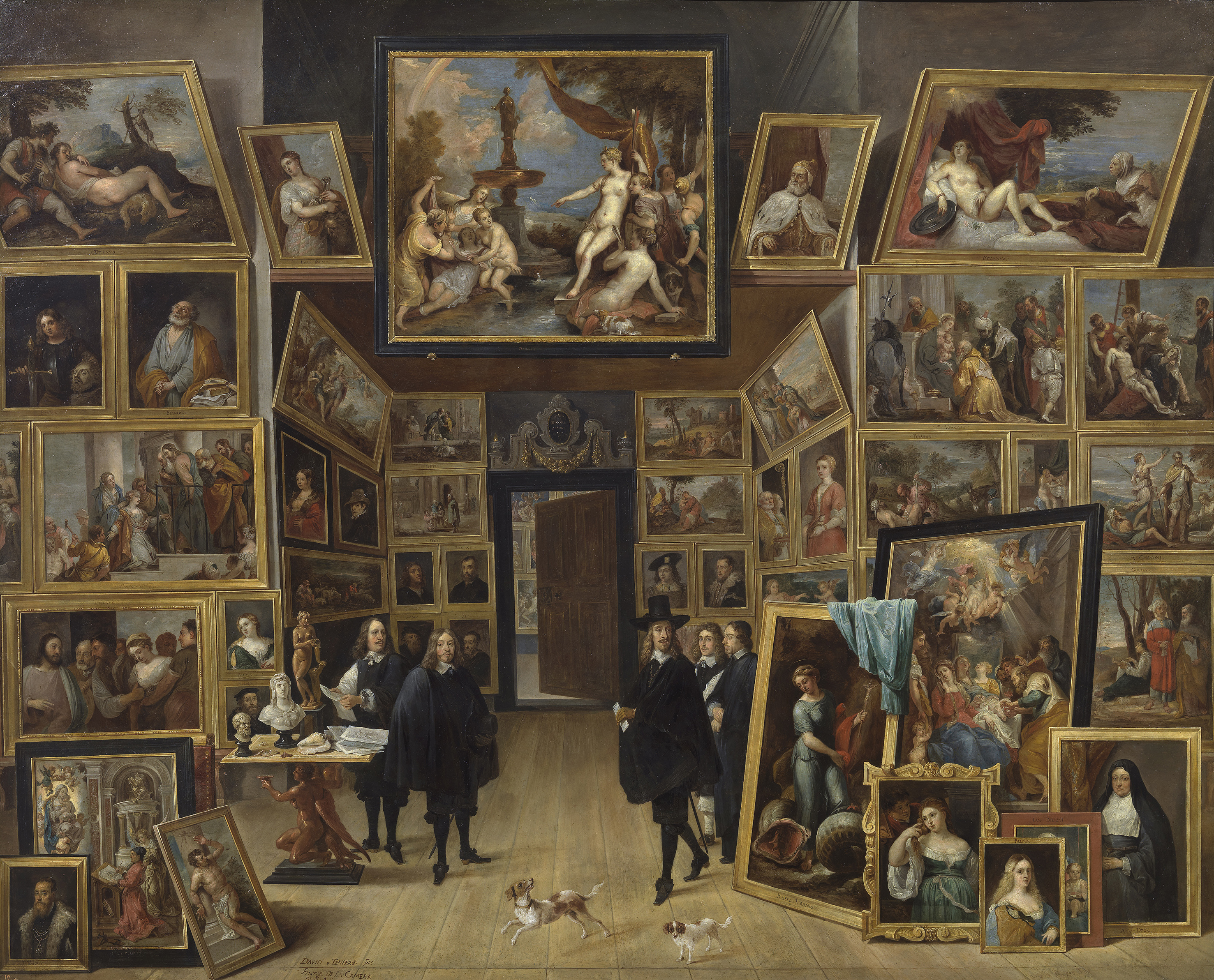
L'arciduca Leopoldo-Guillaume dentro la galleria d'arte, Museo del Prado
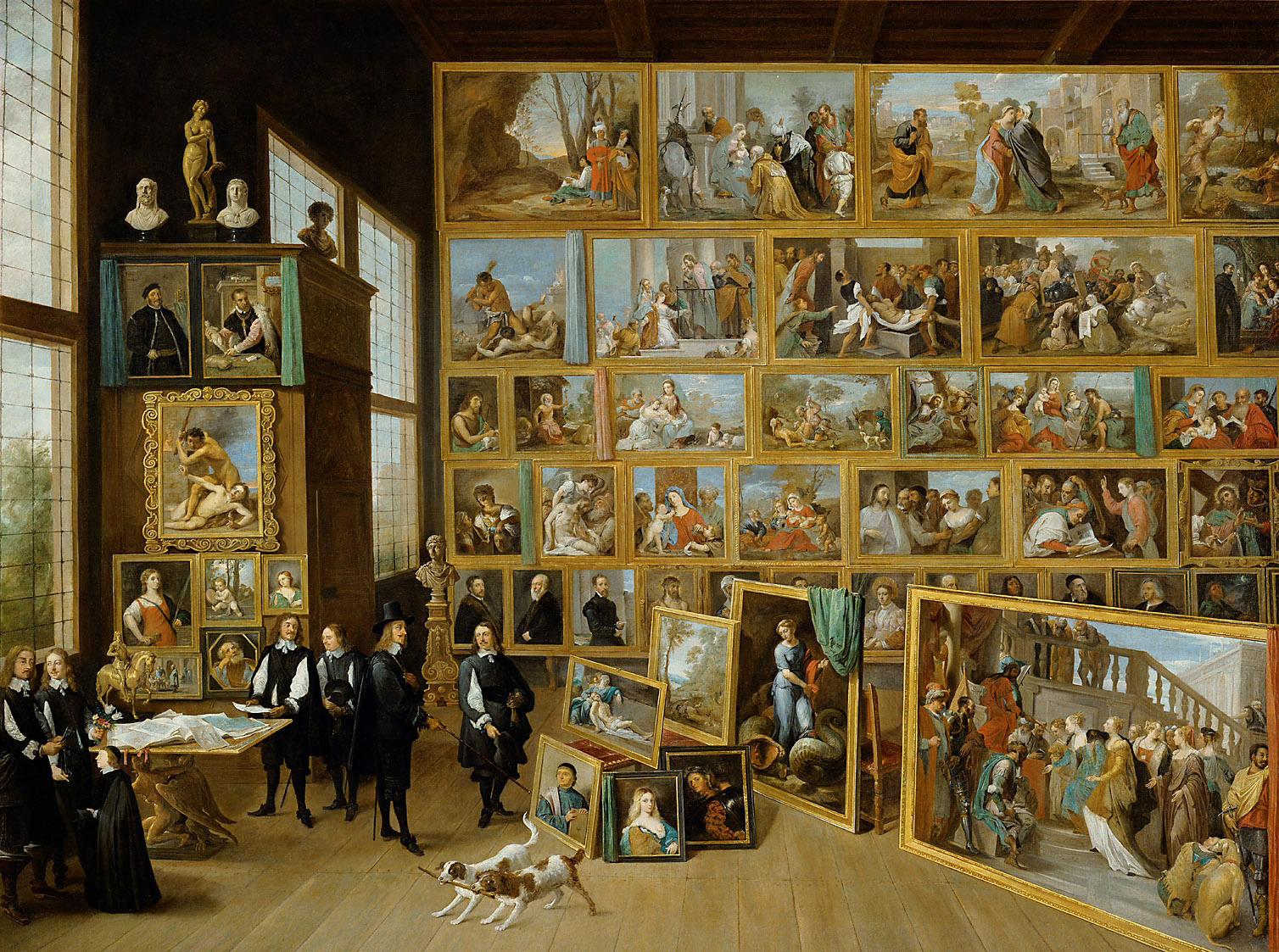
La galleria dell'Arciduca Leopoldo Guglielmo a Bruxelles, Vienna, Kunsthistorisches Museum